# David Lemoine
David George Lemoine (* 25. Mai 1957 in Waterville, Maine) ist ein US-amerikanischer Anwalt und Politiker, der von 2005 bis 2010 Maine State Treasurer war.

## Leben
David Lemoine wurde 1957 in Waterville als Sohn von George Macalese Lemoine, einem Veteranen des Koreakriegs, und Margaret Marden Lemoine, welche auf einer Kartoffelfarm aufgewachsen war, geboren. Er beendete im Jahr 1975 die Waterville High School und besuchte das Colby College, welches er mit einem Abschluss in Verwaltung im Jahr 1979 abschloss.
Danach arbeitete er im Büro von Senator Edmund Muskie, bis dieser das Amt des Außenministers der Vereinigten Staaten im Mai 1980 antrat. Lemoine arbeitete danach weiter im Büro des Nachfolgers von Muskie, George J. Mitchell. Danach besuchte er die University of Maine Law School, welche er im Jahr 1988 beendete. Danach arbeitete er als Anwalt im York County.
Als Mitglied der Demokratischen Partei gehörte er dem Repräsentantenhaus von Maine an und war von 2005 bis 2010 Treasurer von Maine.
David Lemoine ist mit Karen Kane Lemoine verheiratet, sie haben zwei Kinder.